# Canet (Aude)
Pour les articles homonymes, voir Canet.
Canet  ou Canet-d'Aude est une commune française située dans le Nord-Est du département de l'Aude, en région Occitanie.
Sur le plan historique et culturel, la commune fait partie du massif des Corbières, un chaos calcaire formant la transition entre le Massif central et les Pyrénées. Exposée à un climat méditerranéen, elle est drainée par l'Aude, le ruisseau de la Jourre Vieille Haute, le ruisseau de la Jourre, le ruisseau de Lirou et par deux autres cours d'eau. La commune possède un patrimoine naturel remarquable composé de deux zones naturelles d'intérêt écologique, faunistique et floristique.
Canet est une commune rurale qui compte 1 853 habitants en 2022, après avoir connu une forte hausse de la population depuis 1975. Elle appartient à l'unité urbaine de Canet et fait partie de l'aire d'attraction de Narbonne. Ses habitants sont appelés les Canétois ou  Canétoises.
Le patrimoine architectural de la commune comprend un immeuble protégé au titre des monuments historiques : le Moulin fortifié, inscrit en 1948.

## Géographie

### Localisation
Canet est une commune des Corbières située dans la basse vallée de l'Aude, en partie dans l'AOC Corbières. La production de vins de cépages et de vins de pays constitue la principale activité économique de la localité. Les producteurs sont regroupés autour de la cave coopérative La Vigneronne.

### Communes limitrophes
Les communes limitrophes sont  Cruscades, Lézignan-Corbières, Paraza, Raissac-d'Aude, Roubia, Ventenac-en-Minervois et Villedaigne.
| Roubia             | Paraza    | Ventenac-en-Minervois |
| Lézignan-Corbières | Canet     | Raissac-d'Aude        |
|                    | Cruscades | Villedaigne           |

### Géologie et relief
Canet se situe en zone de sismicité 2 (sismicité faible).

### Hydrographie
La commune est dans la région hydrographique « Côtiers méditerranéens », au sein du bassin hydrographique Rhône-Méditerranée-Corse. Elle est drainée par l'Aude, le ruisseau de la Jourre Vieille Haute, le ruisseau de la Jourre, le ruisseau de Lirou, le ruisseau de Bellevue et le ruisseau de Font Borière, qui constituent un réseau hydrographique de 12 km de longueur totale,.
L'Aude, d'une longueur totale de 223,59 km, prend sa source dans la commune des Angles et s'écoule du sud vers le nord. Elle traverse la commune et se jette dans le golfe du Lion à Fleury, après avoir traversé 73 communes.
Le ruisseau de la Jourre Vieille Haute, d'une longueur totale de 21,8 km, prend sa source dans la commune de Moux et s'écoule du sud-ouest vers le nord-est. Il traverse la commune et se jette dans l'Aude sur le territoire communal, après avoir traversé 5 communes.

### Climat
Pour des articles plus généraux, voir Climat de l'Occitanie et Climat de l'Aude.
En 2010, le climat de la commune est de type climat méditerranéen franc, selon une étude s'appuyant sur une série de données couvrant la période 1971-2000. En 2020, Météo-France publie une typologie des climats de la France métropolitaine dans laquelle la commune est exposée à un climat méditerranéen et est dans la région climatique Provence, Languedoc-Roussillon, caractérisée par une pluviométrie faible en été, un très bon ensoleillement (2 600 h/an), un été chaud (21,5 °C), un air très sec en été, sec en toutes saisons, des vents forts (fréquence de 40 à 50 % de vents > 5 m/s) et peu de brouillards.
Pour la période 1971-2000, la température annuelle moyenne est de 14,9 °C, avec  une amplitude thermique annuelle de 16 °C. Le cumul annuel moyen de précipitations est de 571 mm, avec 6 jours de précipitations en janvier et 2,7 jours en juillet. Pour la période 1991-2020 la température moyenne annuelle observée sur la station météorologique la plus proche, située sur la commune de Lézignan-Corbières à 8 km à vol d'oiseau, est de 15,2 °C et le cumul annuel moyen de précipitations est de 678,7 mm,. Pour l'avenir, les paramètres climatiques de la commune estimés pour 2050 selon différents scénarios d’émission de gaz à effet de serre sont consultables sur un site dédié publié par Météo-France en novembre 2022.

### Milieux naturels et biodiversité

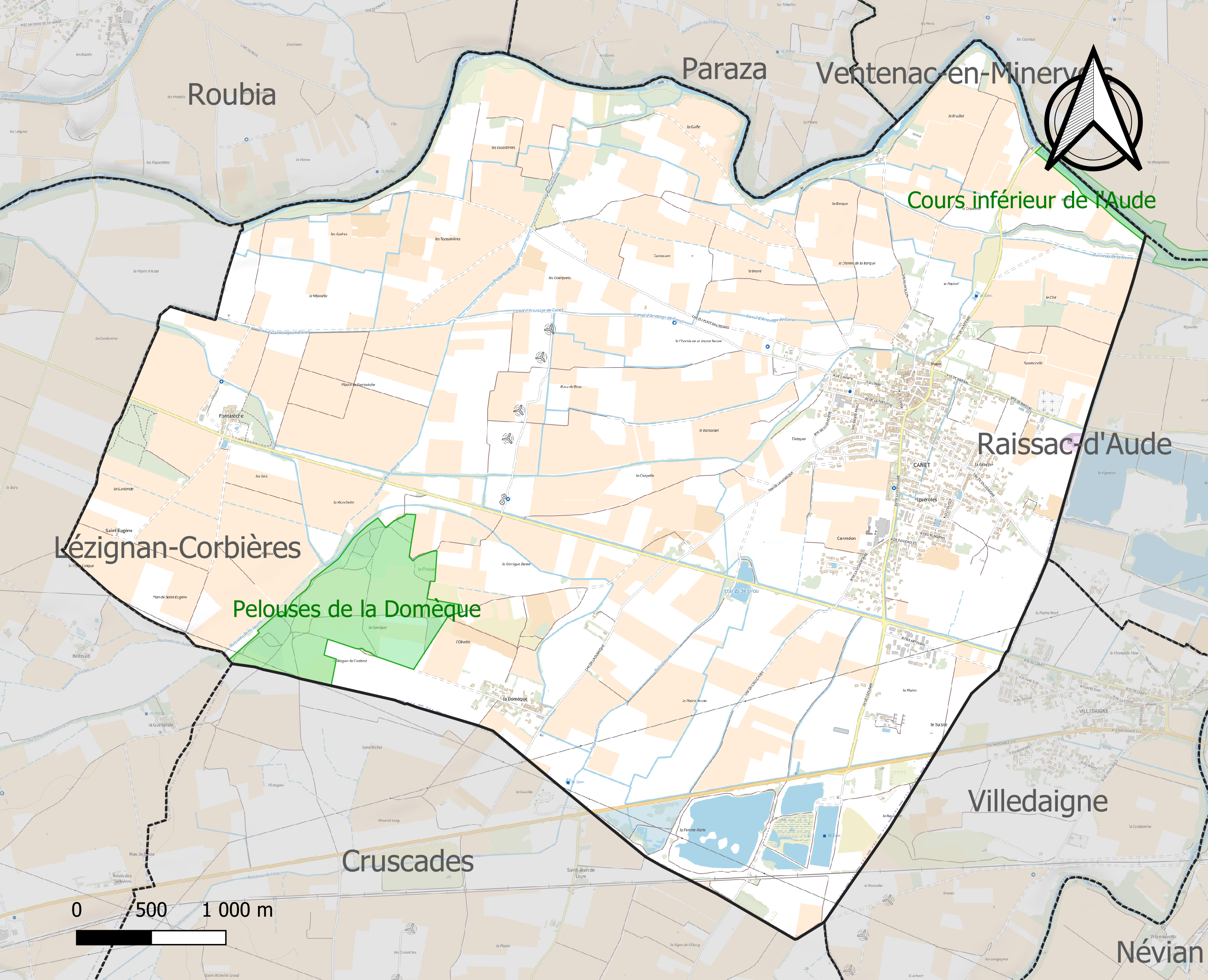
Carte des ZNIEFF de type 1 localisées sur la commune.

L’inventaire des zones naturelles d'intérêt écologique, faunistique et floristique (ZNIEFF) a pour objectif de réaliser une couverture des zones les plus intéressantes sur le plan écologique, essentiellement dans la perspective d’améliorer la connaissance du patrimoine naturel national et de fournir aux différents décideurs un outil d’aide à la prise en compte de l’environnement dans l’aménagement du territoire.
Deux ZNIEFF de type 1 sont recensées sur la commune : le « cours inférieur de l'Aude » (295 ha), couvrant 12 communes du département, et les « pelouses de la Domèque » (45 ha), couvrant 2 communes du département.

## Urbanisme

### Typologie
Au 1er janvier 2024, Canet est catégorisée bourg rural, selon la nouvelle grille communale de densité à 7 niveaux définie par l'Insee en 2022.
Elle appartient à l'unité urbaine de Canet, une agglomération intra-départementale dont elle est ville-centre,. Par ailleurs la commune fait partie de l'aire d'attraction de Narbonne, dont elle est une commune de la couronne,. Cette aire, qui regroupe 71 communes, est catégorisée dans les aires de 50 000 à moins de 200 000 habitants,.

### Occupation des sols
L'occupation des sols de la commune, telle qu'elle ressort de la base de données européenne d’occupation biophysique des sols Corine Land Cover (CLC), est marquée par l'importance des territoires agricoles (91,7 % en 2018), en diminution par rapport à 1990 (96,3 %). La répartition détaillée en 2018 est la suivante : 
cultures permanentes (83,1 %), zones agricoles hétérogènes (8,6 %), zones urbanisées (5,2 %), eaux continentales (3,2 %). L'évolution de l’occupation des sols de la commune et de ses infrastructures peut être observée sur les différentes représentations cartographiques du territoire : la carte de Cassini (XVIIIe siècle), la carte d'état-major (1820-1866) et les cartes ou photos aériennes de l'IGN pour la période actuelle (1950 à aujourd'hui).

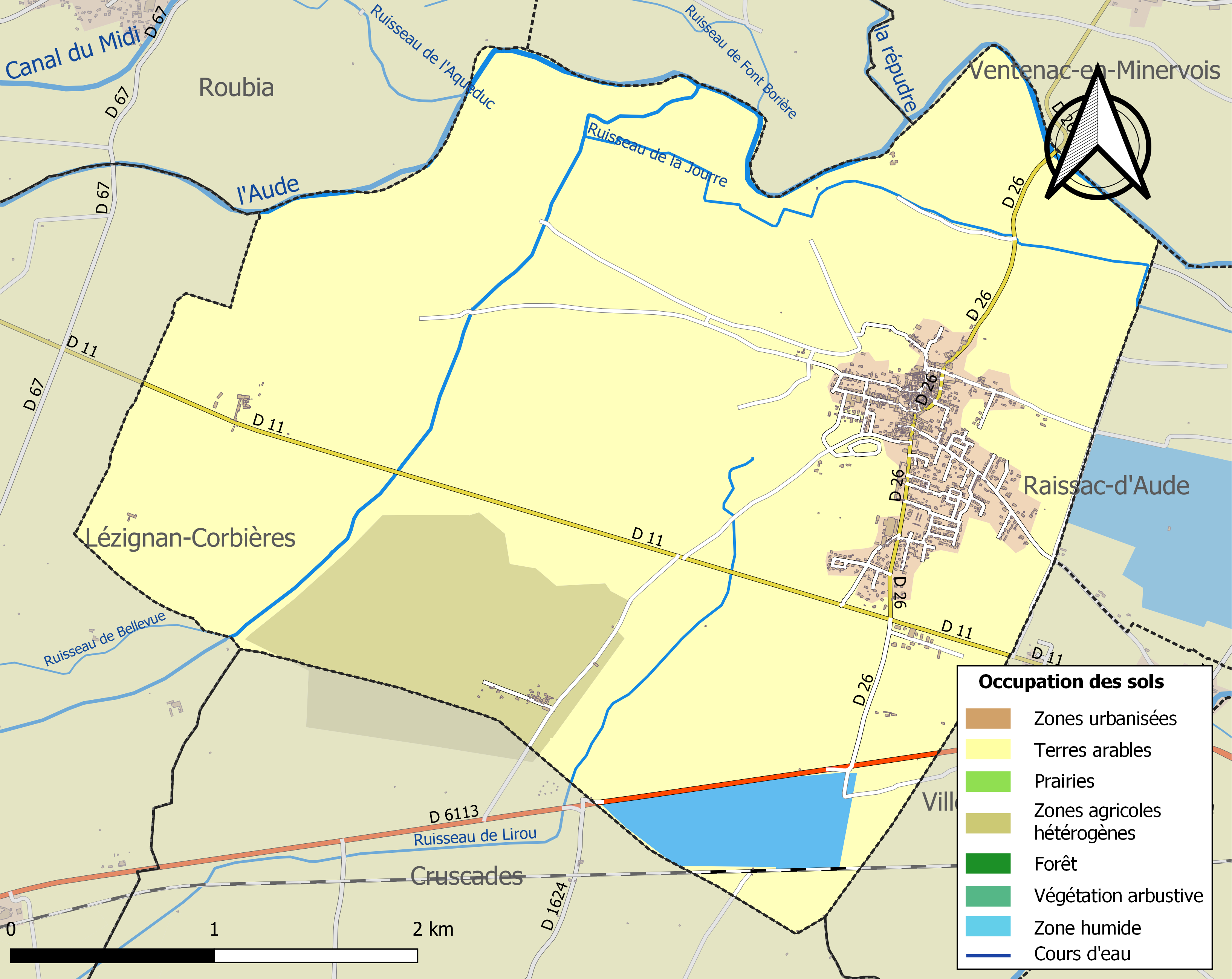
Carte des infrastructures et de l'occupation des sols de la commune en 2018 (CLC).

### Risques majeurs
Le territoire de la commune de Canet est vulnérable à différents aléas naturels : météorologiques (tempête, orage, neige, grand froid, canicule ou sécheresse), inondations et séisme (sismicité faible). Il est également exposé à un risque technologique,  le transport de matières dangereuses. Un site publié par le BRGM permet d'évaluer simplement et rapidement les risques d'un bien localisé soit par son adresse soit par le numéro de sa parcelle.

#### Risques naturels
Certaines parties du territoire communal sont susceptibles d’être affectées par le risque d’inondation par débordement de cours d'eau, notamment le ruisseau de la Jourre Vieille Haute et l'Aude. La commune a été reconnue en état de catastrophe naturelle au titre des dommages causés par les inondations et coulées de boue survenues en 1982, 1992, 1996, 1997, 1999, 2005, 2006, 2009, 2014, 2017 et 2018,.

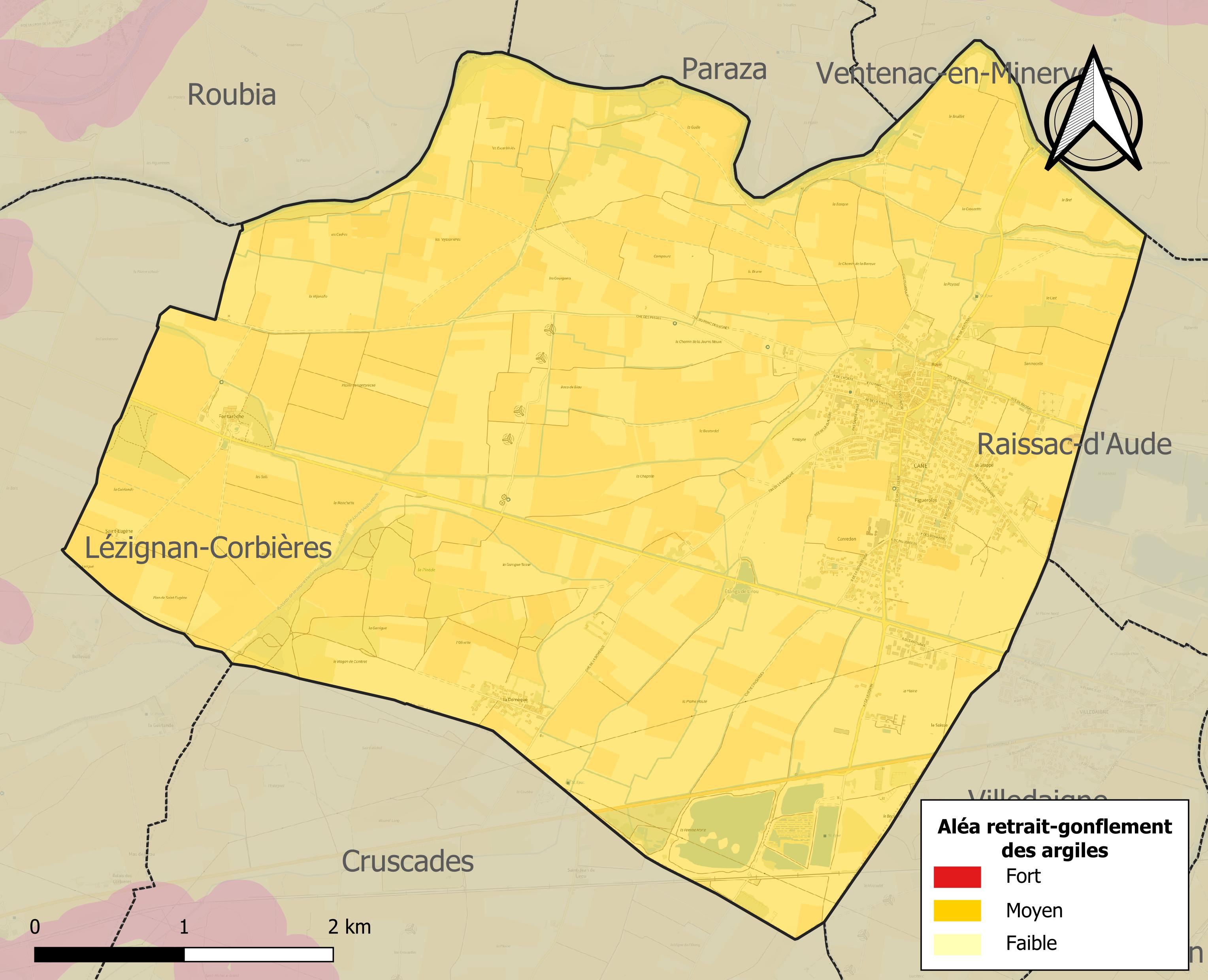
Carte des zones d'aléa retrait-gonflement des sols argileux de Canet.

Le retrait-gonflement des sols argileux est susceptible d'engendrer des dommages importants aux bâtiments en cas d’alternance de périodes de sécheresse et de pluie. La totalité de la commune est en aléa moyen ou fort (75,2 % au niveau départemental et 48,5 % au niveau national). Sur les 928 bâtiments dénombrés sur la commune en 2019, 928 sont en aléa moyen ou fort, soit 100 %, à comparer aux 94 % au niveau départemental et 54 % au niveau national. Une cartographie de l'exposition du territoire national au retrait gonflement des sols argileux est disponible sur le site du BRGM,.

#### Risques technologiques
Le risque de transport de matières dangereuses sur la commune est lié à sa traversée par une route à fort trafic et une ligne de chemin de fer. Un accident se produisant sur de telles infrastructures est en effet susceptible d’avoir des effets graves au bâti ou aux personnes jusqu’à 350 m, selon la nature du matériau transporté. Des dispositions d’urbanisme peuvent être préconisées en conséquence.

## Toponymie
La toponymie désignerait un lieu marécageux sur lequel poussent les roseaux (cannae).

## Histoire
Les seigneurs de Canet furent les archevêques de Narbonne jusqu'à la fin du XVIIIe siècle. L'archevêque est déjà en possession de vignes et de terres à Canet en 1047. D'après la Société archéologique, les premières parcelles de vigne furent plantées sur le secteur du château de Fontarèche. Elles couvraient une faible surface de plantation.

## Politique et administration

### Découpage territorial
La commune de Canet est membre de la communauté de communes de la Région Lézignanaise, Corbières et Minervois, un établissement public de coopération intercommunale (EPCI) à fiscalité propre créé le 20 décembre 2012 dont le siège est à Lézignan-Corbières. Ce dernier est par ailleurs membre d'autres groupements intercommunaux.
Sur le plan administratif, elle est rattachée à l'arrondissement de Narbonne, au département de l'Aude, en tant que circonscription administrative de l'État, et à la région Occitanie.
Sur le plan électoral, elle dépend du canton du Sud-Minervois pour l'élection des conseillers départementaux, depuis le redécoupage cantonal de 2014 entré en vigueur en 2015, et de la deuxième circonscription de l'Aude  pour les élections législatives, depuis le redécoupage électoral de 1986.

### Liste des maires
| Période                                  | Période  | Identité        | Étiquette | Qualité |
| ---------------------------------------- | -------- | --------------- | --------- | --- |
| mars 1989                                | En cours | André Hernandez | PS        | Professeur des écoles retraité, conseiller départemental suppléant, président de la communauté de communes depuis juillet 2020 |
| Les données manquantes sont à compléter. |          |                 |           | |

## Démographie
| 1793 | 1800 | 1806 | 1821 | 1831 | 1836 | 1841 | 1846 | 1851 |
| ---- | ---- | ---- | ---- | ---- | ---- | ---- | ---- | ---- |
| 500  | 484  | 539  | 612  | 617  | 636  | 622  | 636  | 653  |

| 1856 | 1861 | 1866 | 1872 | 1876  | 1881  | 1886  | 1891  | 1896  |
| ---- | ---- | ---- | ---- | ----- | ----- | ----- | ----- | ----- |
| 696  | 823  | 943  | 872  | 1 001 | 1 249 | 1 388 | 1 410 | 1 313 |

| 1901  | 1906  | 1911  | 1921  | 1926  | 1931  | 1936  | 1946  | 1954  |
| ----- | ----- | ----- | ----- | ----- | ----- | ----- | ----- | ----- |
| 1 352 | 1 151 | 1 125 | 1 210 | 1 222 | 1 358 | 1 223 | 1 088 | 1 102 |

| 1962  | 1968  | 1975 | 1982 | 1990 | 1999  | 2006  | 2008  | 2013  |
| ----- | ----- | ---- | ---- | ---- | ----- | ----- | ----- | ----- |
| 1 029 | 1 030 | 910  | 837  | 939  | 1 072 | 1 203 | 1 244 | 1 631 |

| 2018  | 2022  | - | - | - | - | - | - | - |
| ----- | ----- | - | - | - | - | - | - | - |
| 1 812 | 1 853 | - | - | - | - | - | - | - |

## Économie

### Revenus
En 2018  (données Insee publiées en septembre 2021), la commune compte 735 ménages fiscaux, regroupant 1 716 personnes. La médiane du revenu disponible par unité de consommation est de 19 720 € (19 240 € dans le département).

### Emploi
| Division       | 2008   | 2013   | 2018   |
| -------------- | ------ | ------ | ------ |
| Commune        | 10,1 % | 14,2 % | 12,3 % |
| Département    | 10,2 % | 12,8 % | 12,6 % |
| France entière | 8,3 %  | 10 %   | 10 %   |

En 2018, la population âgée de 15 à 64 ans s'élève à 1 044 personnes, parmi lesquelles on compte 78,4 % d'actifs (66,2 % ayant un emploi et 12,3 % de chômeurs) et 21,6 % d'inactifs,. Depuis 2008, le taux de chômage communal (au sens du recensement) des 15-64 ans est inférieur à celui du département, mais supérieur à celui de la France.
La commune fait partie de la couronne de l'aire d'attraction de Narbonne, du fait qu'au moins 15 % des actifs travaillent dans le pôle,. Elle compte 220 emplois en 2018, contre 226 en 2013 et 215 en 2008. Le nombre d'actifs ayant un emploi résidant dans la commune est de 697, soit un indicateur de concentration d'emploi de 31,6 % et un taux d'activité parmi les 15 ans ou plus de 58,4 %.
Sur ces 697 actifs de 15 ans ou plus ayant un emploi, 140 travaillent dans la commune, soit 20 % des habitants. Pour se rendre au travail, 87,5 % des habitants utilisent un véhicule personnel ou de fonction à quatre roues, 2,2 % les transports en commun, 6,9 % s'y rendent en deux-roues, à vélo ou à pied et 3,4 % n'ont pas besoin de transport (travail au domicile).

### Activités hors agriculture

#### Secteurs d'activités
143 établissements sont implantés  à Canet au 31 décembre 2019. Le tableau ci-dessous en détaille le nombre par secteur d'activité et compare les ratios avec ceux du département,.
| Secteur d'activité                                                                                        | Commune | Commune | Département |
| Secteur d'activité                                                                                        | Nombre  | %       | %           |
| --- | ------- | ------- | ----------- |
| Ensemble                                                                                                  | 143     | 100 %   | (100 %)     |
| Industrie manufacturière, industries extractives et autres                                                | 16      | 11,2 %  | (8,8 %)     |
| Construction                                                                                              | 34      | 23,8 %  | (14 %)      |
| Commerce de gros et de détail, transports, hébergement et restauration                                    | 42      | 29,4 %  | (32,3 %)    |
| Information et communication                                                                              | 2       | 1,4 %   | (1,6 %)     |
| Activités financières et d'assurance                                                                      | 1       | 0,7 %   | (2,7 %)     |
| Activités immobilières                                                                                    | 4       | 2,8 %   | (5,2 %)     |
| Activités spécialisées, scientifiques et techniques et activités de services administratifs et de soutien | 11      | 7,7 %   | (13,3 %)    |
| Administration publique, enseignement, santé humaine et action sociale                                    | 21      | 14,7 %  | (13,2 %)    |
| Autres activités de services                                                                              | 12      | 8,4 %   | (8,8 %)     |

Le secteur du commerce de gros et de détail, des transports, de l'hébergement et de la restauration est prépondérant sur la commune puisqu'il représente 29,4 % du nombre total d'établissements de la commune (42 sur les 143 entreprises implantées  à Canet), contre 32,3 % au niveau départemental.

#### Entreprises
Les cinq entreprises ayant leur siège social sur le territoire communal qui génèrent le plus de chiffre d'affaires en 2020 sont : 
- EURL Cotrans, transports routiers de fret interurbains (620 k€)
- SARL Millet Automobile, entretien et réparation de véhicules automobiles légers (457 k€)
- ELT Électricité Générale, travaux d'installation électrique dans tous locaux (347 k€)
- BOS Construction, travaux de maçonnerie générale et gros œuvre de bâtiment (346 k€)
- Aude-Platrerie-Isolation-Ecologie - APIE, travaux de plâtrerie (330 k€)

### Agriculture
La commune fait partie de la petite région agricole dénommée « Narbonnais ». En 2010, l'orientation technico-économique de l'agriculture  sur la commune est la viticulture (appellation et autre).
|                                   | 1988  | 2000 | 2010 |
| --------------------------------- | ----- | ---- | ---- |
| Exploitations                     | 102   | 62   | 45   |
| Superficie agricole utilisée (ha) | 1 148 | 1084 | 833  |

Le nombre d'exploitations agricoles en activité et ayant leur siège dans la commune est passé de 102 lors du recensement agricole de 1988 à 62 en 2000 puis à 45 en 2010, soit une baisse de 56 % en 22 ans. Le même mouvement est observé à l'échelle du département qui a perdu pendant cette période 52 % de ses exploitations. La surface agricole utilisée sur la commune a également diminué, passant de 1 148 ha en 1988 à 833 ha en 2010. Parallèlement la surface agricole utilisée moyenne par exploitation a augmenté, passant de 11 à 19 ha.

## Culture locale et patrimoine

### Lieux et monuments
- Église Notre-Dame de Canet. La commune possède une église de style gothique sauf le clocher, qui après s'être effondré a été reconstruit en style roman.
 Elle date du XIIe siècle et a été restaurée au milieu du XIXe siècle. On y trouve une statue de la Vierge Marie de marbre blanc datant du XIVe siècle[38].
- Un imposant moulin fortifié[39] en ruine trône sur l'Aude. En forme de navette, il est construit sur les fondations d'un château fort du XIIe siècle. Il est inscrit à l'inventaire des Monuments historiques depuis le 13 avril 1948[40]. Ce site comprend l'emplacement d'une prise d'eau qui barrait le cours d'eau et dirigeait le courant sur la roue du moulin. Il constitue un espace favorable à la pêche pour une grande variété de poissons de rivière, notamment le cendre aux pieds du barrage qui fait cascade ; carpes, cabots, goujons, barbots en amont. Le barrage servait de passage à gué. Une barque à fond plat était utilisée par les pêcheurs pour se rendre au milieu du fleuve.
Le moulin et ses abords immédiats sont classés au titre des sites naturels depuis 1943[41] et ses abords étendus sont inscrits au titre des sites naturels depuis 1942[42].
- Un château a été construit à Canet au XIIe siècle. De son enceinte, il reste aujourd'hui une tour ronde et une porte plein cintre, toutes deux d'époque. Au XVIIe siècle l'évêque François Fouquet, propriétaire du château, démolit et rebâtit la demeure pour en faire une maison de campagne. Pendant la Révolution française, le château et ses dépendances ont été vendus comme biens nationaux[38].
- La chapelle Notre-Dame-des-Vignes de Canet, située à l'extérieur du village, date des environs de 1858[43].

Le portail, la tour et église sont inscrits au titre des sites naturels depuis 1943 et la promenade des platanes depuis 1947.

### Personnalités liées à la commune
- Francois Sangalli, international de rugby à XV.

### Héraldique
| Canet | Son blasonnement est : De sinople au pal fuselé d'or et de sable. |